# Корейский меч

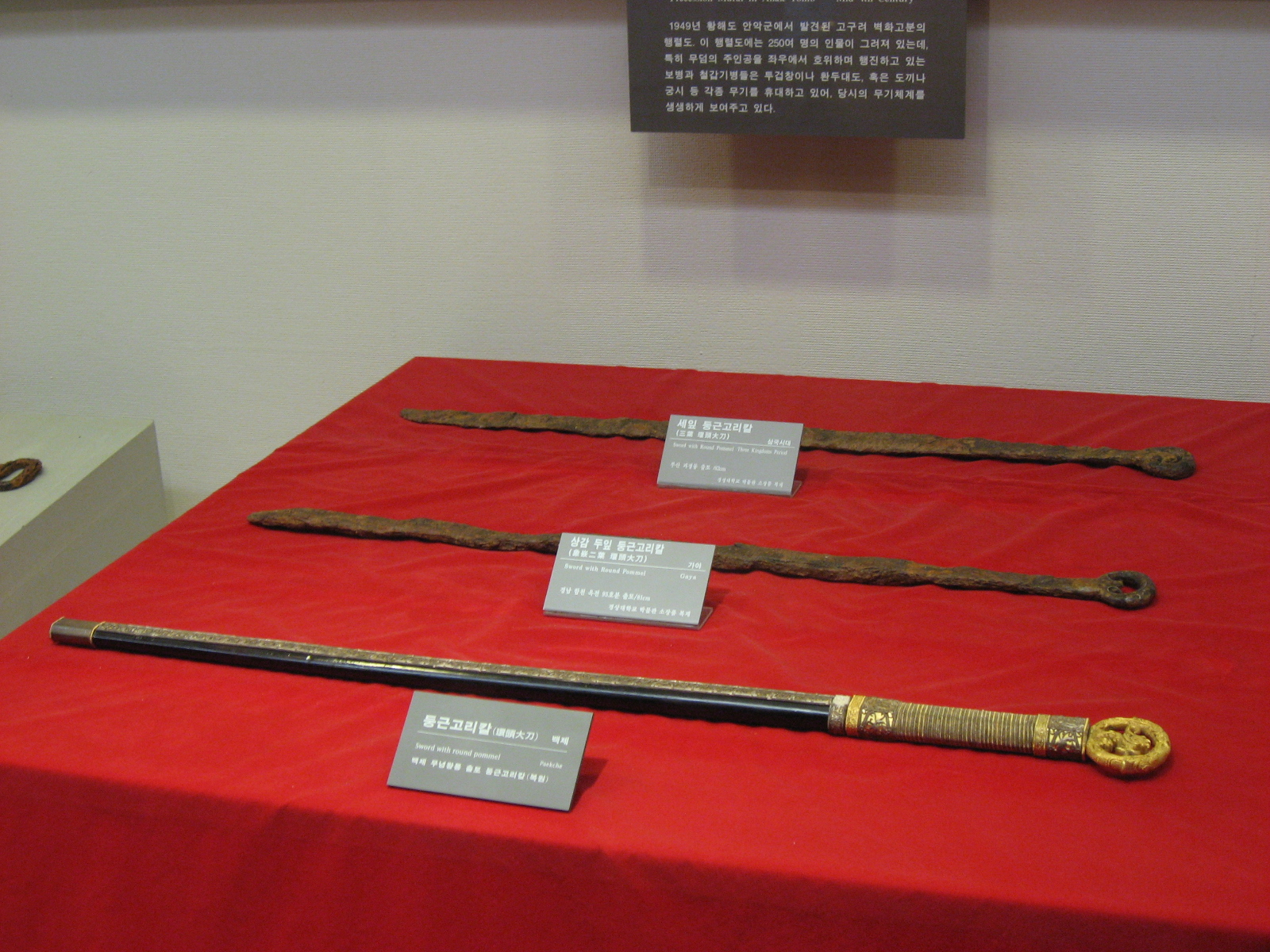
Мечи эпохи Трёх Царств обычно имели кольцеобразное навершие. Навершия дорогих мечей украшали драконами и фениксами

Корейский меч (кор. 검; русс. ком, ханча 劍) — меч, произведённый на территории Корейского полуострова. Отличительной особенностью корейских мечей являются приспособленность к ношению в руке (а не на поясе) режущим краем вниз, тогда как японский меч носят на поясе режущим краем вверх

## История
Корейское кузнечное дело развивалось в условиях контактов с соседними странами, обогащая искусство изготовления мечей. В доисторическую эпоху японские и корейские изготовители мечей обменивались опытом; после завоевания страны монголами монгольские кузнечные традиции были переняты корейцами.
Длинные мечи эпохи Трёх корейских государств использовались преимущественно кавалерией и командующими (которые также передвигались верхом), а не пехотой. В это время наземные войска состояли в основном из пеших копейщиков и лучников, конных лучников, конных мечников, вооружённых двумя мечами. Мечи не были основным оружием во время битвы, а использовались для неожиданных атак, оборонительных маневров и ближнего боя. Клинки были тяжёлыми, так как изготовлялись из бронзы, а позднее из железа, часто снабжались навершиями. Короткие мечи использовались бронированными пехотинцами в атаках.
К последней трети периода Трех Королевств Кореи (с 450 года н. э.), технология изготовления стали пришла из Китая (возможно в период Южных и Северных Династий) и была принята на вооружение во всех трёх королевствах (Когурё, Пэкче и Силла).
В период династии Корё некоторое количество корейских мечей были экспортированы торговыми миссиями в Азии.
В настоящее время и в КНДР, и в Южной Корее традиционные корейские мечи вручают в качестве наградного холодного оружия.

## Терминология
Существует 15 разновидностей корейских мечей, некоторые из них более известны, чем другие.
В понятие «меч» входят также:
- комджип или ножны, часто лакированные;
- хёльджо или дол (большинство корейских мечей не содержат этот элемент);
- хвандо-маги или фланец;
- кходыни (코등이) гарда (защита рук); навершие в виде кольца; кисточку; круглую или широкую гарду[6].

Существуют деревянные мечи (мокком), металлические мечи, незаточенные тренировочные мечи (каком) и стальные мечи односторонней заточки с долом — чинком.

## Галерея

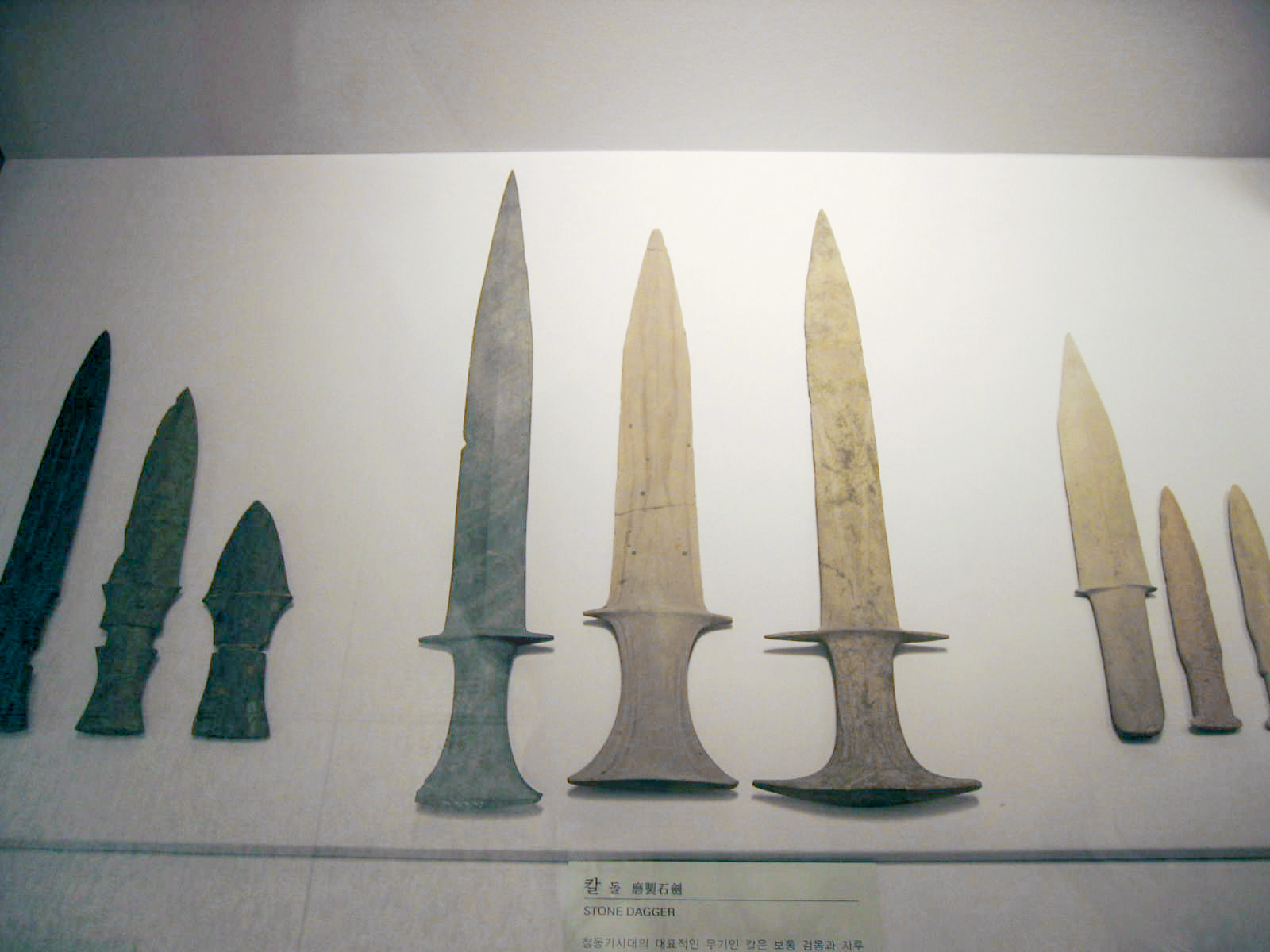
Корейский кинжал Каменного века.
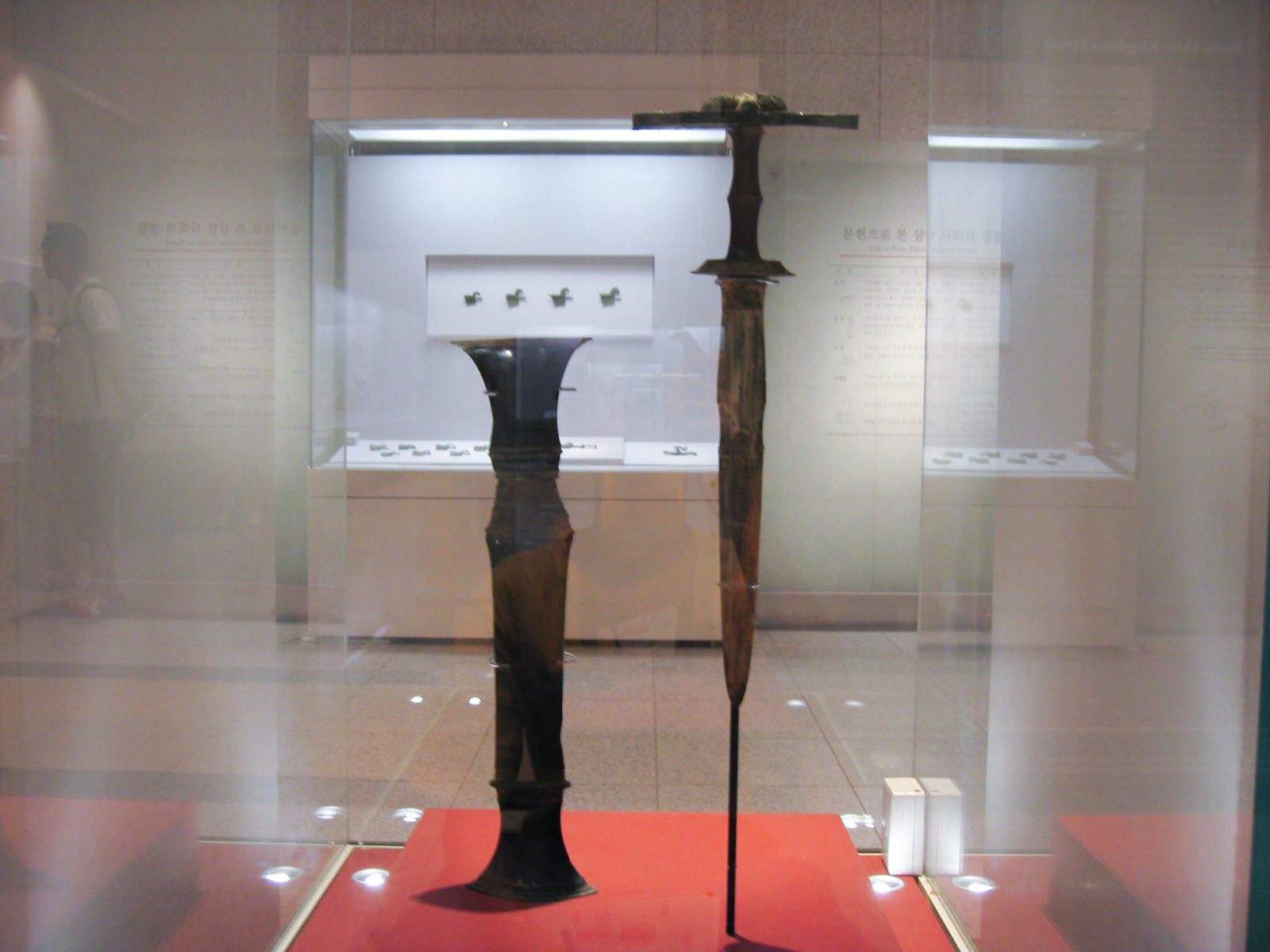
Меч, период до Трех Королевств Кореи
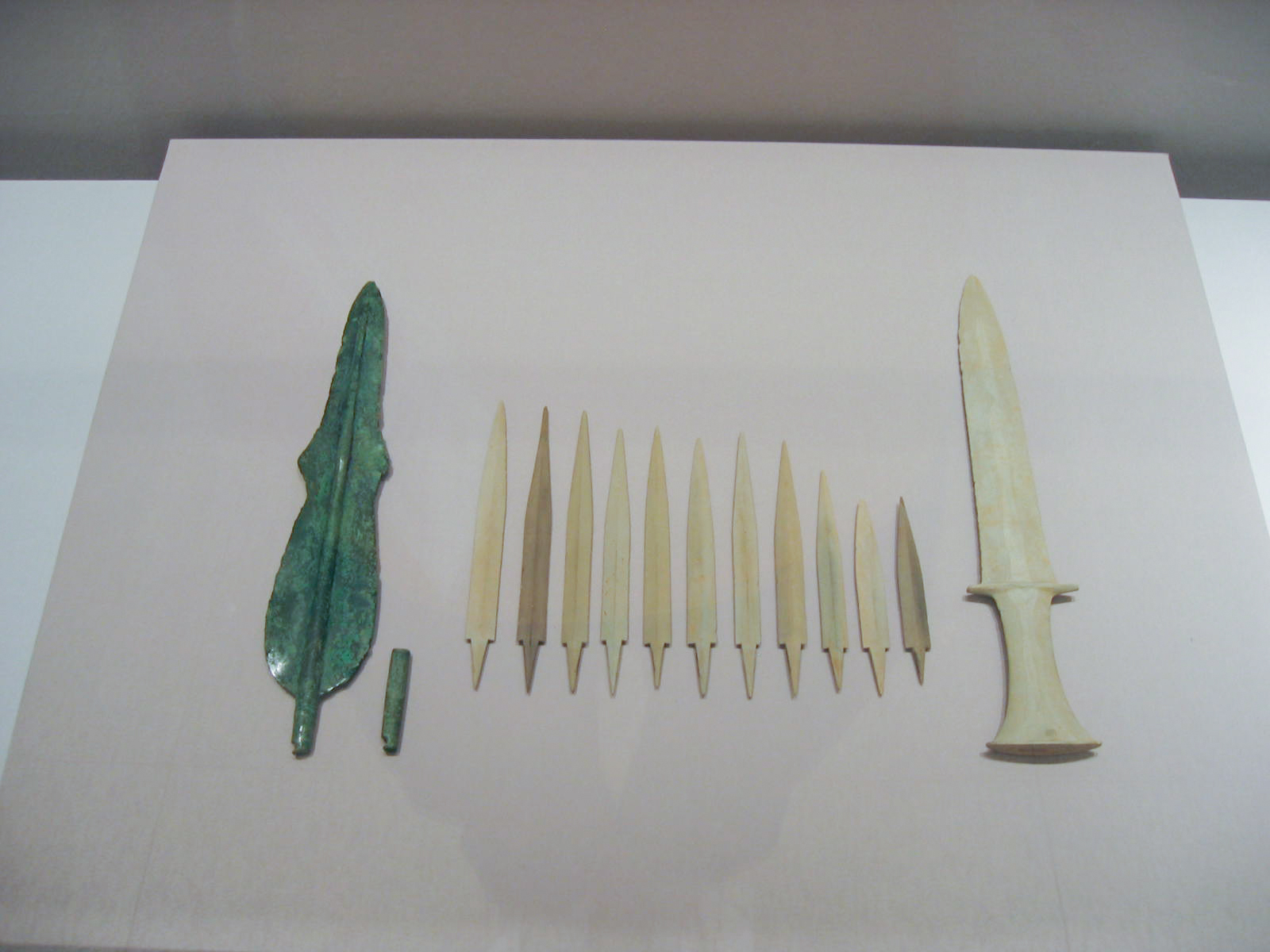
Оружие бронзового века, Пуё.
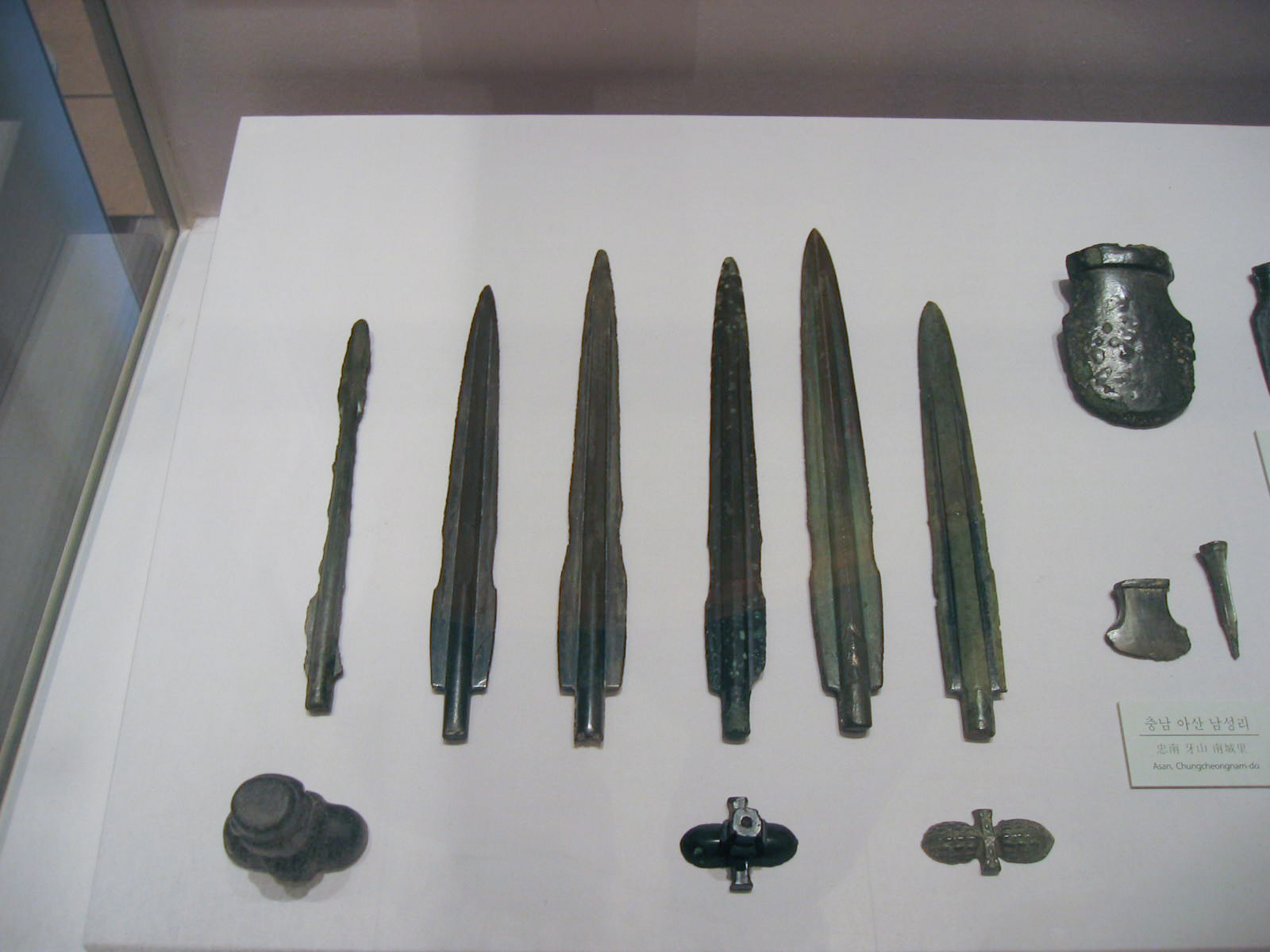
Корейский кинжал железной эры.
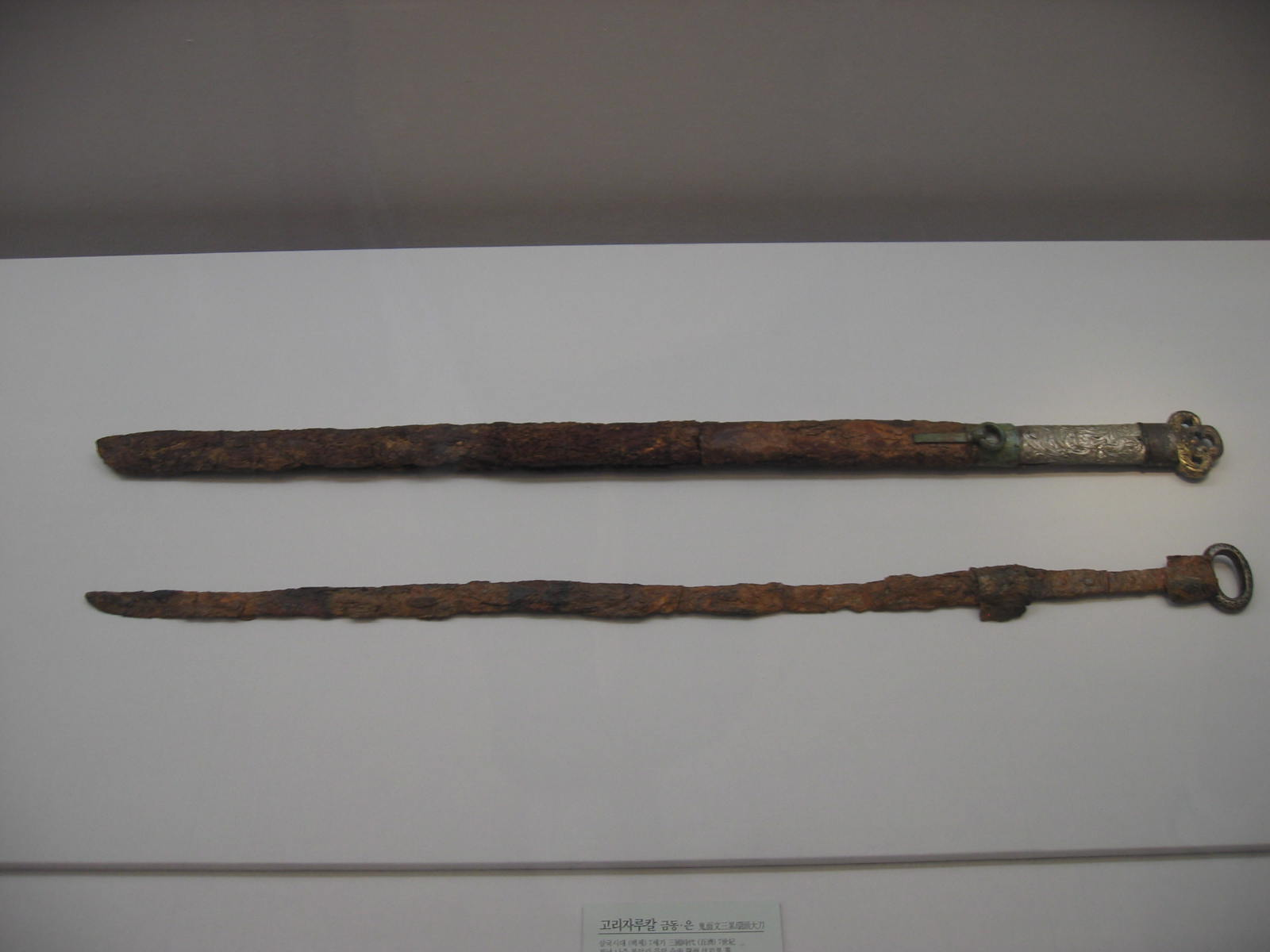
Меч, Пэкче.